# Docosia pasiphae
Docosia pasiphae är en tvåvingeart som beskrevs av Chandler 2006. Docosia pasiphae ingår i släktet Docosia och familjen svampmyggor. Inga underarter finns listade i Catalogue of Life.